# Río Gutiérrez (Río Negro)
El río Gutiérrez o arroyo Gutiérrez es un pequeño curso de agua que se encuentra en el departamento Bariloche, provincia de Río Negro en la Patagonia, República Argentina. Nace en el extremo norte del lago Gutiérrez y fluye en una trayectoria recta durante unos 4 km y termina en el lago Nahuel Huapi.
Este corto río divide la ciudad de Bariloche en dos.
En éste río, según el reglamento de pesca deportiva continental, la actividad de pesca se encuentra prohibida durante todo el año. Y además cruza un campo militar en medio de su camino.